# 松岡良明
松岡 良明（まつおか よしあき、1919年10月18日 - 1995年1月10日）は、日本の経営者。
山陽新聞社社長を務めた。岡山県岡山市出身。

## 経歴
1940年に第六高等学校を中退し、1944年9月に合同新聞社(のちの山陽新聞社)に入社。1966年1月に取締役に就任し、1970年1月に常務、1973年4月に専務を経て、同年12月には社長に就任。1992年2月には会長に就任。
1991年に勲二等瑞宝章を受章した。
1995年1月10日肺炎のために死去。75歳没。